# Percy (Manche)
Percy – miejscowość i dawna gmina we Francji, w regionie Kraj Loary, w departamencie Maine i Loara. W 2013 roku jej populacja wynosiła 2416 mieszkańców. 
W dniu 1 stycznia 2016 roku z połączenia dwóch ówczesnych gmin – Le Chefresne oraz Percy – utworzono nową gminę Percy-en-Normandie. Siedzibą gminy została miejscowość Percy. 